# 髙瀬慧
髙瀬 慧（たかせ けい、1988年11月25日 - ）は、静岡県静岡市葵区出身の陸上選手。

## 略歴
静岡市立長田東小学校、静岡市立長田南中学校卒。小学校4年生の時から静岡市陸上教室で陸上を始める。静岡市立長田南中学校時代の記録は100mが11秒8、200mが24秒2で、県大会予選落ちのレベルだった。
静岡県立静岡西高等学校卒。高校時代の実績は200mと400mでいずれもインターハイ準決勝敗退というものだった。
順天堂大学に進み、2007年の日本ジュニア選手権400mで全国大会初入賞の5位。2009年の日本選手権リレー400mリレーで3位、1600mリレーで優勝。2010年の日本選手権リレー400mリレーで優勝、1600mリレーで2位。個人種目では第94回日本選手権において400mで5位の成績を残す。

### 2011年
- 4月、富士通に入社[2]。
- 5月、東日本実業団選手権200mで世界陸上大邱200mの参加標準記録A（20秒60）を突破する20秒53（+0.9）の大会新記録で優勝した[3]。
- 6月、日本選手権200mで20秒76（0.0）の5位。
- 7月、アジア選手権1600mリレーで2走を務め金メダルを獲得した。
- 9月、世界陸上大邱1600mリレーで1走を務めたが、日本チームは2-3走間でバトンミスがあり、3分02秒64の予選敗退に終わった[4]。
- 同月、全日本実業団選手権200mで20秒62（+2.7）を記録し、髙平慎士らを破り優勝した[5]。

### 2012年
- 5月のワールドチャレンジ大邱大会の1600mリレーで日本チームの1走を務め、日本歴代3位となる3分01秒04の記録で優勝した[6]。
- 同月の東日本実業団選手権200mを20秒80（-0.4）で制し2連覇を達成した[7]。
- 6月の日本選手権200mでロンドンオリンピックA標準（20秒55）突破の20秒42で初優勝[8]。この結果を受け200m、1600mリレーの2種目でロンドンオリンピック出場が決まった。
- 7月の南部忠平記念100mに出場し、向かい風1.5m/sの中で自己ベストを0秒(0.24)更新する10秒43を記録した[9]。
- 8月、ロンドンオリンピック200m予選では20.72の7組2位で準決勝進出。準決勝では20.70の1組8位で決勝進出を逃した。男子1600mリレーでは日本チーム（高瀬慧－金丸祐三－東佳弘－中野弘幸）の第1走を務め、予選2組6位で敗退した。
- 9月、全日本実業団選手権200mで20秒59（-0.4）を記録し、2位の高平慎士に0秒01差で競り勝ち2連覇を達成した[10]。

### 2013年
- 2013年からは100mにも本格的に参戦し、5月の東日本実業団選手権100mを10秒60（-2.9）で初優勝した[11]。200mは20秒78（0.0）で藤光謙司（20秒69）に破れ、100mとの2冠、200mの3連覇を逃した[12]。
- 6月の日本選手権では100m200mともに3位(200mは藤光謙司と同着)に入った。
- 8月の世界陸上モスクワでは4ｘ100ｍリレーで第3走を務め、日本チームを決勝進出に導いた。
- 9月の全日本実業団選手権200mは3連覇がかかっていたが、藤光謙司（20秒60）、川面聡大（20秒80）に続く20秒89（-0.2）の3位に終わった。

### 2014年
- 4月の織田記念100mでは、予選で追い風参考の+2.6m/sの条件下で10秒14、決勝で0.7m/sの追い風で10秒13を記録した。
- 5月の静岡国際200m予選で日本歴代6位となる20秒34を記録し、4月の織田記念に続いて短距離2種目で自己ベストを更新した[13]。
- 同月の第1回世界リレーで2走を務めて5位に入り、来年の世界選手権の出場権獲得に貢献した[14]。
- 6月の日本選手権200mは、ゴール直前で原翔太にかわされて0秒01差の2位に終わった[15]。
- 9月のアジア大会には当初リレー種目だけの出場予定だったが、桐生祥秀が怪我で欠場したため急遽100mに出場することになった。100m準決勝では10秒13の自己ベストタイを記録[16]。決勝は10秒15を記録して、フェミ・オグノデ（9秒93）、蘇炳添（10秒10）に続く3位に入り銅メダルを獲得した[17]。400mリレーは決勝だけの出場になり、アンカーを務めて38秒49を記録するも、アジア初の37秒台を記録した中国に破れ銀メダル獲得に終わった[18]。

### 2015年
- 5月、10日のゴールデングランプリ川崎100mに出場し、自身初の10秒0台となる10秒09（-0.1）をマークして2位に入った。なお、これは向かい風の中で記録した日本人初の10秒0台だった[19]。17日の東日本実業団選手権200mでは日本歴代2位の記録となる20秒14（+1.0）をマークし、8月に開催される世界選手権の派遣設定記録（日本陸連が定めた20秒28）を突破した[20]。
- 6月27-28日、2003年大会の末續慎吾以来の100mと200mの2冠をかけて日本選手権に出場。200mは1位と0秒25差の2位で優勝を逃すも、100mでは初優勝を果たし、翌日に両種目での北京世界選手権日本代表入りが決定した。
- 8月、世界選手権の100mと200mに出場。100mは予選で10秒15（-0.1）の組4着に終わり、着順で準決勝に進出できる組3着とは0秒06差、タイムで拾われるには0秒03届かなかった。200mでも予選で20秒33（-0.2）の組4着になり、着順で準決勝に進出できる組3着とは0秒04差だったが、今回はタイムで拾われて準決勝した。しかし、準決勝では右脚ハムストリングスに軽い肉離れを起こし、20秒64（+0.8）の組8着（全体最下位）で敗退した。また、この影響により、当初は1走として出場予定だった4×100mリレー予選のメンバーから外れた[21]。

### 2016年
3月の沖縄合宿で左膝の骨が欠ける故障を発生し、4月には2週間ほど歩けない日々を送ったが、5月下旬の東日本実業団選手権でシーズン初戦を迎えると、6月下旬の日本選手権200mでは20秒31（+1.8）で2位に入り、リオデジャネイロオリンピック日本代表の座を掴んだ。しかし、8月のリオデジャネイロオリンピック200m予選では「身体が全く動かなかった」と20秒71（+0.6）の組6着に終わり、2大会連続の準決勝に進出することはできなかった。4×100mリレーは補欠として出番なしに終わったが、事前合宿のタイムトライアルでは高瀬が入るBパターン（山縣亮太、飯塚翔太、高瀬、桐生祥秀）のほうがAパターン（山縣亮太、飯塚翔太、桐生祥秀、ケンブリッジ飛鳥）よりも好タイムをマークしていた。しかし、最終的に日本チームはAパターンで臨み、アジア新記録を樹立しての銀メダル獲得という快挙を達成した。

## 記録
| 種目    | 記録            | 年月日        | 場所         | 備考           |
| ------- | --------------- | ------------- | ------------ | -------------- |
| 100m    | 10秒09 (-0.1)   | 2015年5月10日 | 川崎市       |                |
| 200m    | 20秒14 (+1.0)   | 2015年5月17日 | 熊谷市       | 日本歴代5位    |
| 200m    | 20秒09w (+4.5)  | 2015年3月28日 | オースティン | 追い風参考記録 |
| 300m    | 32秒39          | 2014年4月20日 | 出雲市       |                |
| 400m    | 46秒46          | 2010年6月6日  | 丸亀市       |                |
| 4x400mR | 3分01秒04 (1走) | 2012年5月16日 | 大邱市       | 日本歴代3位    |

## 主な成績
- 備考欄の記録は当時のもの

### 国際大会
| 年   | 大会            | 場所             | 種目    | 結果         | 記録            | 備考                                |
| ---- | --------------- | ---------------- | ------- | ------------ | --------------- | ----------------------------------- |
| 2011 | アジア選手権    | 神戸             | 4x400mR | 優勝         | 3分04秒72 (2走) |                                     |
| 2011 | 世界選手権      | 大邱             | 4x400mR | 予選1組7着   | 3分02秒64 (1走) | 全体13位                            |
| 2012 | オリンピック    | ロンドン         | 200m    | 準決勝1組8着 | 20秒70 (-0.5)   | 全体18位                            |
| 2012 | オリンピック    | ロンドン         | 4x400mR | 予選2組6着   | 3分03秒86 (1走) | 全体12位                            |
| 2013 | アジア選手権    | プネー           | 200m    | 3位          | 20秒92 (+0.7)   |                                     |
| 2013 | アジア選手権    | プネー           | 4x100mR | 2位          | 39秒11 (3走)    |                                     |
| 2013 | 世界選手権      | モスクワ         | 200m    | 予選3組5着   | 20秒96 (0.0)    | 全体33位                            |
| 2013 | 世界選手権      | モスクワ         | 4x100mR | 6位          | 38秒39 (3走)    |                                     |
| 2014 | 世界リレー (en) | ナッソー         | 4x100mR | 5位          | 38秒40 (2走)    |                                     |
| 2014 | アジア大会      | 仁川             | 100m    | 3位          | 10秒15 (+0.4)   | 準決勝10秒13 (+0.2)：自己ベストタイ |
| 2014 | アジア大会      | 仁川             | 4x100mR | 2位          | 38秒49 (4走)    |                                     |
| 2015 | 世界選手権      | 北京             | 100m    | 予選1組4着   | 10秒15 (-0.1)   | 全体25位                            |
| 2015 | 世界選手権      | 北京             | 200m    | 準決勝3組8着 | 20秒64 (+0.8)   | 全体24位                            |
| 2016 | オリンピック    | リオデジャネイロ | 200m    | 予選9組6着   | 20秒71 (+0.6)   | 全体55位                            |

### 日本選手権
- リレー種目は日本選手権リレーの成績

| 年   | 大会    | 場所     | 種目    | 結果       | 記録            | 備考              |
| ---- | ------- | -------- | ------- | ---------- | --------------- | ----------------- |
| 2009 | 第93回  | 横浜市   | 4x100mR | 3位        | 39秒80 (3走)    |                   |
| 2009 | 第93回  | 横浜市   | 4x400mR | 優勝       | 3分09秒37 (4走) |                   |
| 2010 | 第94回  | 丸亀市   | 400m    | 5位        | 46秒46          |                   |
| 2010 | 第94回  | 横浜市   | 4x100mR | 優勝       | 39秒28 (2走)    |                   |
| 2010 | 第94回  | 横浜市   | 4x400mR | 2位        | 3分09秒21 (3走) |                   |
| 2011 | 第95回  | 熊谷市   | 200m    | 5位        | 20秒76 (0.0)    |                   |
| 2011 | 第95回  | 熊谷市   | 400m    | 予選棄権   | DNS             |                   |
| 2012 | 第96回  | 大阪市   | 200m    | 優勝       | 20秒42 (0.0)    | 日本歴代8位タイ   |
| 2013 | 第97回  | 調布市   | 100m    | 3位        | 10秒28 (+0.7)   |                   |
| 2013 | 第97回  | 調布市   | 200m    | 3位        | 20秒48 (+0.9)   | 同着              |
| 2014 | 第98回  | 福島市   | 200m    | 2位        | 20秒63 (+0.9)   |                   |
| 2015 | 第99回  | 新潟市   | 100m    | 優勝       | 10秒28 (-0.9)   |                   |
| 2015 | 第99回  | 新潟市   | 200m    | 2位        | 20秒57 (+0.8)   | 同着              |
| 2016 | 第100回 | 名古屋市 | 200m    | 2位        | 20秒31 (+1.8)   |                   |
| 2017 | 第101回 | 大阪市   | 100m    | 準決勝棄権 | DNS             | 予選10秒43 (-0.9) |
| 2017 | 第101回 | 大阪市   | 200m    | 8位        | 20秒99 (+0.3)   |                   |
| 2018 | 第102回 | 山口市   | 100m    | 予選4組3着 | 10秒48 (+0.3)   |                   |
| 2019 | 第103回 | 福岡市   | 200m    | 予選2組5着 | 21秒44 (+1.1)   |                   |
| 2020 | 第104回 | 新潟市   | 200m    | 予選1組3着 | 21秒18 (0.0)    |                   |

### その他
- 主要大会を記載

| 年         | 大会                                               | 場所                      | 種目       | 結果         | 記録            | 備考                           |
| 高校生時代 | 高校生時代                                         | 高校生時代                | 高校生時代 | 高校生時代   | 高校生時代      | 高校生時代                     |
| ---------- | -------------------------------------------------- | ------------------------- | ---------- | ------------ | --------------- | ------------------------------ |
| 2006       | インターハイ                                       | 大阪市                    | 200m       | 準決勝1組4着 | 21秒76 (-0.4)   |                                |
| 2006       | インターハイ                                       | 大阪市                    | 400m       | 準決勝2組5着 | 48秒61          |                                |
| 大学生時代 |                                                    |                           |            |              |                 |                                |
| 2007       | 関東インカレ                                       | 東京都                    | 4x400mR    | 予選1組4着   | 3分10秒62 (2走) | 決勝進出                       |
| 2007       | 日本学生チャンピオンシップ                         | 平塚市                    | 400m       | 予選4組5着   | 50秒63          |                                |
| 2007       | 日本ジュニア選手権                                 | 大分市                    | 400m       | 5位          | 48秒54          |                                |
| 2008       | 関東インカレ                                       | 東京都                    | 200m       | 準決勝2組7着 | 21秒76 (+1.2)   |                                |
| 2008       | 関東インカレ                                       | 東京都                    | 4x400mR    | 予選2組3着   | 3分09秒42 (3走) | 決勝進出                       |
| 2008       | 日本インカレ                                       | 東京都                    | 200m       | 準決勝1組5着 | 21秒36 (+0.8)   |                                |
| 2008       | 日本インカレ                                       | 東京都                    | 4x100mR    | 予選失格     | DQ (3走)        |                                |
| 2008       | 日本インカレ                                       | 東京都                    | 4x400mR    | 4位          | 3分07秒63 (3走) |                                |
| 2009       | 関東インカレ                                       | 東京都                    | 200m       | 準決勝棄権   | DNS             | 予選21秒42 (-0.1)              |
| 2009       | 関東インカレ                                       | 東京都                    | 4x100mR    | 予選1組2着   | 40秒11 (3走)    | 決勝進出                       |
| 2009       | 日本インカレ                                       | 東京都                    | 200m       | 4位          | 21秒16 (+0.4)   |                                |
| 2009       | 日本インカレ                                       | 東京都                    | 4x100mR    | 予選4組1着   | 39秒91 (3走)    | 決勝進出                       |
| 2009       | 日本インカレ                                       | 東京都                    | 4x400mR    | 8位          | 3分15秒29 (3走) |                                |
| 2010       | 関東インカレ                                       | 東京都                    | 200m       | 4位          | 21秒15 (-0.5)   |                                |
| 2010       | 関東インカレ                                       | 東京都                    | 400m       | 優勝         | 46秒83          |                                |
| 2010       | 関東インカレ                                       | 東京都                    | 4x100mR    | 予選1組6着   | 40秒44 (2走)    |                                |
| 2010       | 関東インカレ                                       | 東京都                    | 4x400mR    | 6位          | 3分12秒76 (4走) |                                |
| 2010       | 日本インカレ                                       | 東京都                    | 200m       | 3位          | 20秒74 (+3.8)   |                                |
| 2010       | 日本インカレ                                       | 東京都                    | 400m       | 2位          | 46秒59          |                                |
| 2010       | 日本インカレ                                       | 東京都                    | 4x100mR    | 優勝         | 39秒32 (2走)    |                                |
| 2010       | 日本インカレ                                       | 東京都                    | 4x400mR    | 8位          | 3分11秒72 (4走) |                                |
| 2010       | 国民体育大会                                       | 千葉市                    | 400m       | 4位          | 46秒47          |                                |
| 2010       | 国民体育大会                                       | 千葉市                    | 4x100mR    | 優勝         | 39秒83 (2走)    |                                |
| 社会人時代 |                                                    |                           |            |              |                 |                                |
| 2011       | 静岡国際                                           | 袋井市                    | 400m       | 5位          | 45秒58          |                                |
| 2011       | 東日本実業団選手権                                 | 熊谷市                    | 200m       | 優勝         | 20秒53 (+0.9)   | 大会記録                       |
| 2011       | 全日本実業団選手権                                 | 鳴門市                    | 200m       | 優勝         | 20秒62 (+2.7)   |                                |
| 2011       | 全日本実業団選手権                                 | 鳴門市                    | 4x100mR    | 決勝途中棄権 | DNF (4走)       |                                |
| 2011       | 全日本実業団選手権                                 | 鳴門市                    | 4x400mR    | 優勝         | 3分07秒74 (2走) |                                |
| 2011       | 国民体育大会                                       | 山口市                    | 400m       | 3位          | 46秒52          |                                |
| 2012       | 出雲陸上                                           | 出雲市                    | 300m       | 優勝         | 32秒67          |                                |
| 2012       | 静岡国際                                           | 袋井市                    | 200m       | 2位          | 20秒68 (-0.3)   |                                |
| 2012       | ゴールデングランプリ川崎                           | 川崎市                    | 4x400mR    | 優勝         | 3分04秒15 (3走) |                                |
| 2012       | ワールドチャレンジ大邱                             | 大邱                      | 4x400mR    | 優勝         | 3分01秒04 (1走) | 日本歴代3位                    |
| 2012       | 東日本実業団選手権                                 | 熊谷市                    | 200m       | 優勝         | 20秒80 (-0.4)   |                                |
| 2012       | オセアニア選手権                                   | ケアンズ                  | 4x400mR    | オープン参加 | 3分06秒90 (1走) |                                |
| 2012       | 南部記念                                           | 札幌市                    | 100m       | 優勝         | 10秒43 (-1.5)   | 自己ベスト                     |
| 2012       | 全日本実業団選手権                                 | 福岡市                    | 200m       | 優勝         | 20秒59 (-0.4)   |                                |
| 2012       | 全日本実業団選手権                                 | 福岡市                    | 4x100mR    | 決勝棄権     | DNS             | 予選39秒77 (2走)               |
| 2012       | 国民体育大会                                       | 岐阜市                    | 400m       | 3位          | 46秒48          |                                |
| 2012       | 国民体育大会                                       | 岐阜市                    | 4x100mR    | 優勝         | 39秒70 (2走)    |                                |
| 2013       | マウント・サック・リレー                           | ウォルナット              | 200m       | 5位          | 20秒82 (+1.6)   |                                |
| 2013       | マウント・サック・リレー                           | ウォルナット              | 4x400mR    | 優勝         | 3分06秒00 (2走) |                                |
| 2013       | 織田記念                                           | 広島市                    | 100m       | 6位          | 10秒35 (+2.7)   |                                |
| 2013       | 静岡国際                                           | 袋井市                    | 200m       | 4位          | 20秒55 (+1.4)   |                                |
| 2013       | ゴールデングランプリ東京                           | 東京都                    | 200m       | 3位          | 20秒87 (-0.3)   | 同着                           |
| 2013       | 東日本実業団選手権                                 | 那珂市                    | 100m       | 優勝         | 10秒60 (-2.9)   |                                |
| 2013       | 東日本実業団選手権                                 | 那珂市                    | 200m       | 2位          | 20秒78 (0.0)    |                                |
| 2013       | 全日本実業団選手権                                 | 熊谷市                    | 200m       | 3位          | 20秒89 (-0.2)   |                                |
| 2013       | 全日本実業団選手権                                 | 熊谷市                    | 4x100mR    | 2位          | 39秒48 (3走)    |                                |
| 2013       | 全日本実業団選手権                                 | 熊谷市                    | 4x400mR    | 優勝         | 3分09秒56 (2走) |                                |
| 2013       | 国民体育大会                                       | 調布市                    | 100m       | 4位          | 10秒51 (-1.7)   |                                |
| 2013       | 国民体育大会                                       | 調布市                    | 4x100mR    | 2位          | 39秒91 (2走)    |                                |
| 2014       | テキサスリレー                                     | オースティン              | 200m       | 4位          | 20秒75 (+1.2)   |                                |
| 2014       | テキサスリレー                                     | オースティン              | 4x100mR    | 2位          | 38秒71 (1走)    |                                |
| 2014       | 出雲陸上                                           | 出雲市                    | 300m       | 2位          | 32秒39          |                                |
| 2014       | 織田記念                                           | 広島市                    | 100m       | 優勝         | 10秒13 (+0.7)   | 日本歴代9位タイ                |
| 2014       | 静岡国際                                           | 袋井市                    | 200m       | 2位          | 20秒45 (+0.8)   | 予選20秒34 (+1.7)：日本歴代6位 |
| 2014       | ゴールデングランプリ東京                           | 東京都                    | 200m       | 3位          | 20秒75 (-1.2)   |                                |
| 2014       | Reunion Internacional De Atletismo Villa De Bilbao | ビルバオ                  | 100m       | 優勝         | 10秒39 (+1.3)   |                                |
| 2014       | フォルクサム・グランプリ                           | ストックホルム            | 200m       | 6位          | 21秒13 (+1.0)   |                                |
| 2014       | スロベニア・グランプリ                             | ヴェレニエ                | 200m       | 5位          | 20秒96 (+0.4)   |                                |
| 2014       | 南部記念                                           | 札幌市                    | 100m       | 優勝         | 10秒55 (-1.4)   |                                |
| 2014       | フォルクサム・チャレンジ                           | ウプサラ                  | 100m       | 3位          | 10秒32 (+3.8)   |                                |
| 2014       | デカネーション                                     | アンジェ                  | 100m       | 6位          | 10秒53 (+0.9)   |                                |
| 2014       | 全日本実業団選手権                                 | 山口市                    | 4x400mR    | 予選2組1着   | 3分15秒75 (3走) | 決勝進出                       |
| 2014       | 国民体育大会                                       | 諫早市                    | 100m       | 2位          | 10秒18 (0.0)    |                                |
| 2014       | 国民体育大会                                       | 諫早市                    | 4x100mR    | 3位          | 39秒73 (4走)    |                                |
| 2015       | テキサスリレー                                     | オースティン              | 200m       | 2位          | 20秒09 (+4.5)   |                                |
| 2015       | テキサスリレー                                     | オースティン              | 4x100mR    | 2位          | 38秒84 (2走)    |                                |
| 2015       | 織田記念                                           | 広島市                    | 100m       | 決勝棄権     | DNS             | 予選10秒44 (-0.5)              |
| 2015       | 織田記念                                           | 広島市                    | 200m       | 決勝途中棄権 | DNF             | 予選20秒34 (+2.9)              |
| 2015       | 静岡国際                                           | 袋井市                    | 200m       | 優勝         | 20秒67 (+0.2)   | ノングランプリ                 |
| 2015       | ゴールデングランプリ川崎                           | 川崎市                    | 100m       | 2位          | 10秒09 (-0.1)   | 日本歴代7位タイ                |
| 2015       | 東日本実業団選手権                                 | 熊谷市                    | 100m       | 準決勝棄権   | DNS             | 予選10秒39 (+0.2)              |
| 2015       | 東日本実業団選手権                                 | 熊谷市                    | 200m       | 優勝         | 20秒14 (+1.0)   | 大会記録、日本歴代2位          |
| 2015       | Meeting Internazionale di Atletica Leggera         | リニャーノ サッビアドーロ | 100m       | B組4位       | 10秒55 (-0.6)   |                                |
| 2015       | ミーティング・マドリード                           | マドリード                | 100m       | 予選3組3着   | 10秒27 (+1.5)   |                                |
| 2015       | Spitzen Leichtathletik                             | ルツェルン                | 100m       | B組4位       | 10秒27 (+0.8)   |                                |
| 2015       | Spitzen Leichtathletik                             | ルツェルン                | 200m       | A組6位       | 20秒67 (+0.5)   |                                |
| 2015       | 全日本実業団選手権                                 | 岐阜市                    | 200m       | 決勝棄権     | DNS             | 予選20秒98 (+1.7)              |
| 2015       | 全日本実業団選手権                                 | 岐阜市                    | 4x100mR    | 2位          | 40秒68 (2走)    |                                |
| 2015       | 国民体育大会                                       | 和歌山市                  | 100m       | 3位          | 10秒34 (-1.1)   |                                |
| 2015       | 国民体育大会                                       | 和歌山市                  | 4x100mR    | 優勝         | 39秒79 (2走)    |                                |
| 2016       | 東日本実業団選手権                                 | 熊谷市                    | 100m       | 決勝棄権     | DNS             | 準決勝10秒28 (+2.2)            |
| 2016       | 東日本実業団選手権                                 | 熊谷市                    | 200m       | 2位          | 20秒99 (0.0)    |                                |
| 2016       | 布勢スプリント                                     | 鳥取市                    | 100m       | 3位          | 10秒25 (-0.5)   |                                |
| 2016       | 全日本実業団選手権                                 | 大阪市                    | 100m       | 8位          | 10秒66 (+0.5)   |                                |
| 2016       | 全日本実業団選手権                                 | 大阪市                    | 200m       | 4位          | 20秒96 (0.0)    |                                |
| 2016       | 全日本実業団選手権                                 | 大阪市                    | 4x100mR    | 決勝途中棄権 | DNF (1走)       |                                |
| 2017       | 出雲陸上                                           | 出雲市                    | 100m       | 2位          | 10秒41 (-0.5)   |                                |
| 2017       | 織田記念                                           | 広島市                    | 100m       | 5位          | 10秒40 (-0.3)   |                                |
| 2017       | 静岡国際                                           | 袋井市                    | 200m       | 7位          | 23秒02 (+0.2)   |                                |
| 2017       | 布勢スプリント                                     | 鳥取市                    | 100m       | 8位          | 10秒39 (+1.9)   |                                |
| 2017       | 全日本実業団選手権                                 | 大阪市                    | 200m       | B決勝棄権    | DNS             | 予選21秒41 (-0.2)              |
| 2017       | 全日本実業団選手権                                 | 大阪市                    | 4x100mR    | 4位          | 39秒93 (2走)    |                                |
| 2017       | 全日本実業団選手権                                 | 大阪市                    | 4x400mR    | 予選1組5着   | 3分33秒37 (3走) |                                |
| 2018       | 静岡国際                                           | 袋井市                    | 200m       | 予選2組7着   | 21秒37 (+1.1)   |                                |
| 2018       | 東日本実業団選手権                                 | 熊谷市                    | 200m       | 3位          | 21秒37 (-0.9)   |                                |
| 2018       | 全日本実業団選手権                                 | 大阪市                    | 200m       | 7位          | 21秒88 (+0.1)   |                                |
| 2018       | 全日本実業団選手権                                 | 大阪市                    | 4x100mR    | 予選1組1着   | 39秒65 (1走)    | 決勝進出                       |
| 2019       | 静岡国際                                           | 袋井市                    | 200m       | 5位          | 21秒16 (-0.2)   |                                |
| 2019       | 全日本実業団選手権                                 | 大阪市                    | 200m       | 予選4組4着   | 21秒65 (-0.1)   |                                |